# Dania Ben Sassi
Dania Ben Sassi en arabe : دانيا بن ساسي, berbère : Danya At Sasi), née en Serbie à Bélgrade,, est une chanteuse libyenne de musique libyenne du genre musique berbère.
Dania Ben Sassi est devenue une icône du mouvement amazigh libyen. C'est grâce à la circulation de ses chansons sur internet que Dania Ben Sassi devient une icône lors des printemps démocratiques en Libye, ses chansons étant engagées en faveur de la révolution libyenne.
Son arrivée sur la scène est importante puisque le tamazight était sévèrement réprimé en Libye lorsque Kadhafi était au pouvoir.

## Vie privée
Dania Ben Sassi naît à Belgrade en Serbie, d’un père libyen originaire d'At Willul (Zouara) et d’une mère serbe. Son père s’est exilé en Serbie pour fuir le régime de Kadhafi.

## Une musique engagée
Les chansons de Dania Ben Sassi en hommage aux Amazighs de Libye et à leur résistance sont reprises et diffusées sur les sites amazighs. Elles affirment l'ancrage de l'identité amazighe en Libye et s'inscrivent notamment dans la revendication de l'officialisation de la langue amazighe dans la constitution libyenne.
La chanteuse est définie comme « l'hirondelle du printemps amazigh libyen » par le site Néoculture amazighe et actu décalée de l'écrivain Lhoussain Azergui. Sa chanson « Itri nnegh » (notre étoile) est largement diffusée, et le site berbériste tamazgha.fr présente sa chanson Numidya (Numidie), qui reprend le nom du royaume berbère numide établi en Afrique du Nord entre le IIIe siècle et le Ier siècle av. J.C..
Dania Ben Sassi aborde notamment dans l'une de ses chansons réalise en 2011 les sacrifices faits par les Libyens lors de la révolution.

## Discographie
- Tidet - تيدت (La vérité)
- Agrawli Itri nnegh - أكًراولي إثري نًغ (Le révolutionnaire notre étoile)
- Numidya - نوميديا (Numidie)
- Abrid n Tilelli - أبريد ن تينللي (Le chemin de la liberté)
- Sfeḍ imeṭṭawen-im a weltma - سفض يمطًاون إم ا ولتما (Efface tes larmes ma sœur)